# Fodina sakalava
Fodina sakalava är en fjärilsart som beskrevs av Pierre E.L. Viette 1966. Fodina sakalava ingår i släktet Fodina och familjen nattflyn. Inga underarter finns listade i Catalogue of Life.